# Ariathisa plaesiospila
Ariathisa plaesiospila är en fjärilsart som beskrevs av Turner 1939. Ariathisa plaesiospila ingår i släktet Ariathisa och familjen nattflyn. Inga underarter finns listade i Catalogue of Life.